# К-27
К-27 — советская атомная подводная лодка, единственный корабль, построенный по проекту 645 ЖМТ с жидким металлом в качестве теплоносителя. Конструкция лодки близка к проекту 627 «Кит». Лодка являлась кораблём-лауреатом различных премий, из её экипажа вышли адмиралы и Герои Советского Союза. По аналогии с К-19, прозванной «Хиросимой», К-27, также известная радиационными авариями, имела прозвище «Нагасаки».
Вступила в строй 1 апреля 1962 года. C 21 апреля по 12 июня 1964 года совершила рекордное автономное плавание в воды Центральной Атлантики. Подводная лодка под командованием И. И. Гуляева побила рекорды по дальности автономного похода, длительности подводного плавания. До 7 сентября 1965 года числилась в боевом составе как крейсерская подводная лодка (КрПЛ) и только впоследствии была переведена в разряд опытных.
24 мая 1968 года произошла радиационная авария, пострадал весь экипаж, погибло 9 человек. Сама лодка только 1 февраля 1979 года была исключена из состава ВМФ СССР, 1 октября 1980 года расформирован экипаж. В сентябре 1982 года К-27 затоплена в Карском море у северо-восточного побережья архипелага Новая Земля на входе в залив Степового.

## Создание

### Конструирование
Идея использования реактора с жидкометаллическим теплоносителем разрабатывалась с сентября 1952 года, когда по решению правительства СССР началось проектирование первой отечественной атомной подлодки К-3.
12 сентября 1952 года И. Сталин подписал постановление «О проектировании и строительстве объекта 627», по которому планировалось создать три варианта подводных лодок с атомной энергетической установкой.
В К-3 использовались водо-водяные реакторы, но разработка, проведённая А. И. Лейпунским, стала базой для нового типа реакторов подводных лодок.
Конструирование лодки фактически стало продолжением варианта работ по созданию варианта К-3 с реакторной установкой ЖМТ, это было связано с задачей сравнить два типа реакторов в равных условиях эксплуатации.
Они были выполнены в 1952—1957 годах и проводились силами СКБ-143.
В результате заранее проведённых работ предэскизный и эскизный проекты не разрабатывались, с 1955 года началась разработка технического проекта подводной лодки.
Главным конструктором был назначен начальник бюро и главного конструктора «Ленинского комсомола» В. Н. Перегудов, в 1956 году Перегудова сменил его воспитанник А. К. Назаров.
Главным наблюдающим по К-27 была инженер-капитан 1 ранга А. Н. Донченко, впоследствии её сменил А. С. Губкин.
Осенью 1956 года технический проект был готов, несмотря на то, что изначально задача ставилась создать аналог К-3, между этими двумя лодками имелись кардинальные отличия.
Тяжёлые ядерные реакторы, по сравнению с проектом 627, были смещены ближе к носу корабля, что позволило улучшить дифферентовку судна.
Это решение было обусловлено мнением о безопасности этого типа реакторов и повлекло за собой ухудшение условий обеспечения радиационной безопасности центрального отсека.
К тому же на нижнюю палубу были перенесены радиолокационная и радиорубка.
По тактико-техническим элементам лодка проекта 645 была близка к серийным лодкам проекта 627А.
При сравнении с оппонентом — американской АПЛ «Сивулф» (Seawolf), К-27 имела более высокие показатели по скорости хода и глубине погружения.
Требования по показателям шумности лодки и по влиянию акустических помех самой лодки на работу бортовых гидроакустических станций не ставились.
При проектировании были выполнены расчёты критических оборотов гребных винтов и уровня воздушного шума в отсеках корабля.
Разработка рабочих чертежей подводной лодки началась в 1956 году по окончании технического проекта и велась в течение 1957 года.
По их готовности (ноябрь 1957) в 1958 году была составлена вся техническая документация проекта.
Строительство лодки было запущено в сентябре 1957 года, корабль был заложен на заводе № 402 в цехе 42. За строительство лодки отвечал А. А. Овчинников.
При разработке проекта новой лодки был внедрён ряд новых конструкторских решений:
- Для корпуса лодки были использованы новые материалы:
  - Прочный корпус был выполнен из стали с пределом текучести 60 кгс/мм².
  - Ряд элементов лодки был создан из маломагнитной стали: лёгкий корпус, балластные цистерны, ограждение рубки и оконечность корабля. Эта сталь имела предел текучести 40 кгс/мм², это позволило существенно облегчить конструкцию размагничивающего устройства — его масса была снижена практически вдвое, потребляемая мощность устройства уменьшилась на 50 %, число отверстий в прочном корпусе для прохода кабеля размагничивающего устройства также вдвое сократилось.
- В лодке были использованы плоские межотсечные переборки, которые могли удерживать давление 12,5 кгс/см². Достижение этих показателей прочности позволило гарантировать аварийное всплытие с глубины до 100 метров при затоплении любого из отсеков.
- Впервые на советском флоте была применена система поддува и контроля за давлением в отсеках, которая управлялась из центрального поста.
- Впервые в мире было реализовано устройство быстрого заряжания торпедных аппаратов подводной лодки. Каждый торпедный аппарат имел индивидуальный механизм подачи торпед, в результате существовала возможность выполнять одновременное заряжание.

### Силовая установка
Реактор стал основой для строительства нового типа корабля.
Применение этого типа реакторов было запущено постановлением о начале работ по созданию ПЛА проекта 645 в мае 1955 года, сами работы начались после выхода 22 октября 1955 года постановления «о начале работ по созданию ПЛА проекта 645».
Первенец проекта, который в итоге станет единственным представителем класса, получит потом обозначение К-27, он будет предназначен для борьбы с надводными кораблями и транспортными судами противника при действиях на океанских и удаленных морских театрах.
Изготовителями силовой установки стали ОКБ «Гидропресс» и ОКБМ им. И. И. Африкантова, главным конструктором установки стал Б. М. Шолкович.
Ими был создан реактор на промежуточных нейтронах с эвтектическим сплавом свинец-висмут в качестве теплоносителя.
Особенностями обслуживания такого реактора стала необходимость поддержания металлического сплава в расплавленном состоянии, при том что температура плавления сплава составляет 125 °C.
Для этого в Западной Лице на берегу была построена котельная для подачи пара на подводные лодки, а также пришвартованы эсминец и плавбаза.
Ещё в процессе конструирования было выявлено несовершенство конструкции реактора, против использования разработки в реальных условиях выступили несколько учёных.
Так, один из ведущих специалистов СКБ-143 по энергетике Р. И. Симонов на научно-техническом совете по выдвижению на премию за разработку ППУ на ЖМТ, попросил снять свою кандидатуру по причине того, что он считал применение этих установок ошибочным.
Другой специалист СКБ-143 П. Д. Дегтярёв (главный конструктор по энергетике) по той же причине отказался подписать технический проект лодки проекта 705.
Начальник ОКБМ, проектант ППУ для проекта 705К И. И. Африкантов обратился в ЦК КПСС с мнением о необходимости переделать установку.
Кроме этих обращений знаменитых учёных были и другие выступления менее известных специалистов на различных ответственных совещаниях.
Суть этих высказываний сводилась к тому, что существовал ряд нерешённых научно-технических проблем, а также недоработок, и ставить на строящиеся корабли существующие установки было более чем преждевременно.
При этом речь не шла о порочности самого направления развития ППУ с ЖМТ.
Куратором проекта стал академик А. П. Александров, точка зрения которого заключалась в активном применении на подводном флоте реакторов с ЖМТ.
Его поддерживали партийные функционеры ЦК КПСС, преследовавшие цель повышения обороноспособности государства.
При этом риски применения новых технологий в должной мере не учитывались.
Существовало мнение о безопасности и надёжности этого типа энергоустановок, поэтому в конструкцию лодки умышленно не были включены резервные дизель-генераторы.
Вместо этого были реализованы две независимые ядерные энергоустановки, которые имели независимый привод на ведущие винты. Они состояли из двух ядерных паропроизводящих установок, двух паротурбинных установок, двух автономных турбогенераторов и аккумуляторной батареи.
Главным отличием стало применение автономных турбогенераторов против навесных, использованных в 627 проекте.
Турбогенератор подводной лодки включал в себя однокорпусную активную турбину с редуктором, конденсатор и электрический генератор постоянного тока. На лодке сравнивались два типа турбогенераторов: АТГ правого борта комплектовался планетарным редуктором, АТГ левого борта — червячным.
Главная энергетическая установка лодки имела следующие характеристики:
- Температура[1]:
  - Теплоносителя на выходе реактора: 440 °C;
  - Перегретого пара: 355 °C;
- Мощность[1]:
  - Мощность реакторов 146 МВт,
  - Мощность на клеммах генераторов 1600 кВт, напряжении 320 В и частоте вращения 1500 оборотов в минуту
  - Суммарная мощность установки 35 000 л. с.[5].

Дополнительно к основному двигателю лодка была оснащена двумя электромоторами малого хода ПГ-116, каждый из которых имел мощность по 450 л.с.

### Строительство
Лодка была заложена 15 июня 1958 года с задачей ввести лодку в строй в конце 1960 года.
Одновременно со строительством готовилась эксплуатационная документация, которая была сдана в 1958 году.
Поставленные сроки не удалось соблюсти по причине высокой сложности технических решений, которые разработчики в указанные сроки не смогли реализовать.
Предоставляемые подрядчиками механизмы поступали с отставанием на 6—10 месяцев и требовали доработки, которая проводилась по ходу строительства.
Лодка была полностью укомплектована оборудованием в начале 1962 года.
В феврале 1958 года на лодку был назначен командир — капитан 2-го ранга И. И. Гуляев (впоследствии Герой Советского Союза).
Под его руководством был набран экипаж подлодки и началась подготовка специалистов.
В городе Обнинске был построен испытательный стенд, на котором был установлен реактор с ЖМТ.
В 1959 году на реакторе было две аварии, при ликвидации которых пострадали люди: машинист Бровцын был списан по инвалидности, командир дивизиона движения Кондратьев получил лучевую болезнь III степени.
Кроме этого были переоблучены ряд подводников.
Опытовая атомная лодка К-27 официально была спущена на воду 1 апреля 1962 года.
После обучения с 1960 года экипаж приступил к изучению строящейся лодки, которая находилась на стапелях завода.
Сразу после спуска на воду начались швартовые испытания, которые проводились более года: с 8 мая 1962 по 10 июня 1963 года.
Одновременно с этим велась достройка АПЛ, были проведены комплексные проверки систем, механизмов и вооружения корабля.
17 августа 1962 года была произведена загрузка топлива: в атомные реакторы были помещены выемные части с активными зонами.
Наполнение первых контуров реактора теплоносителем было проведено 6—7 декабря, после этого реактор был готов к приёму топлива.
7 декабря монтаж энергоустановок был полностью завершён, теплоноситель поддерживался в разогретом состоянии, и все системы и механизмы реактора работали на холостом ходу.
До конца года оба реактора были запущены, и в начале 1963 года начались испытания главной энергетической установки.
8 января 1963 года началась обкатка механизмов первых контуров.
На лодке работала испытательная партия, составленная из сотрудников СКБ-143, вместе с испытаниями проводилась сдача систем управления реактором и передача их под управление экипажа лодки.
С 10 по 28 января 1963 года совместной командой, в которую вошли разработчики и члены экипажа, проводились Комплексные швартовые испытания атомной энергетической установки подводной лодки.
Лодка продолжала достраиваться на воде.
С 10 января по 28 февраля были проведены комплексные швартовые испытания системы обитаемости и жизнеобеспечения личного состава, после этого на лодку можно было переселять экипаж.
Она была полностью достроена и передана экипажу в первой половине 1963 года, и 22 июня на подводной лодке поднят Военно-морской флаг СССР.
Летом в период с 22 по 26 июня лодка находилась в море на испытаниях; по причине того, что первоначальные сроки не были соблюдены, было принято решение совместить заводские, ходовые и государственные испытания.
Формально государственные испытания судна проходили с 29 июня по 30 октября 1963 года, лодку принимала Правительственная комиссия, которой руководил вице-адмирал Г. Н. Холостяков.
Испытания прошли успешно, 30 октября был подписан приёмный акт опытовой атомной ПЛ К-27 проекта 645.
В этом акте было рекомендовано применение в качестве теплоносителя сплава свинец-висмут для реакторов подводных лодок новых проектов.
Было предложено организовать длительный автономный поход лодки К-27 для «более глубокого изучения эксплуатационных качеств лодки и её АЭУ».
За время сдаточных испытаний лодка прошла 5760 миль за 528 ходовых часов, то есть в 1,5 раза больше, чем первенец атомного советского подводного флота К-3.
Из этого количества лодка прошла 3370 миль в подводном положении (59 %).
По завершении подводная лодка была передана экипажу под руководством И. И. Гуляева, который повёл лодку в поход к экватору.
В 1964 году коллектив работавших над лодкой сотрудников во главе с А. К. Назаровым был удостоен Ленинской премии.

## Эксплуатация
После вступления в строй К-27 вошла в состав 14-й бригады подводных лодок Йоканьгской военно-морской базы, эксплуатировалась как опытовый корабль. В 1966 году в составе 14-й БрПЛ переформирована в 17-ю дивизию подводных лодок с прежним местом базирования.
Эксплуатация лодки К-27 стала чередой рекордов по дальности походов, а также продолжительности и протяжённости подводного плавания.
Техника обладала уникальными на тот момент свойствами и характеристиками, что позволяло показать потенциальному противнику превосходство советского оружия.
При этом все системы корабля, в том числе и силовая установка, работали на пределе своих возможностей, и недооценка опасности такой эксплуатации, по мнению очевидцев, и привела, в конечном итоге, к аварии.

### Первый поход
Первый поход К-27 проходил в 1964 году и длился 51 сутки — с 21 апреля по 11 июня.
Задачей похода стало испытание лодки на предельных режимах для выявления возможностей лодки и проверке систем и механизмов корабля в условиях автономного плавания. Кроме того было необходимо выяснить оптимальные режимы работы энергетической установки.
Были преодолены разные климатические зоны — поход проходил из Арктики в экваториальные воды Атлантического океана.
Для решения задач экипаж был усилен внештатными специалистами: в качестве руководителя похода был назначен председатель Правительственной комиссии вице-адмирал Г. Н. Холостяков, контр-адмирал И. Д. Дорофеев и другие представители флота.
Техническую часть возглавил главный конструктор лодки А. К. Назаров и ведущий конструктор СКБ-143 Г. Д. Морозкин, который отвечал за сдачу в эксплуатацию энергетической установки.
В рамках похода произошла нештатная ситуация с реактором левого борта подводной лодки.
Расплавленный металл попал в газовую систему первого контура и застыл там.
В результате в системе произошло падение вакуума, единственным способом устранить неисправность стала работа непосредственно на месте аварии, вблизи активной зоны реактора.
Работы выполнил командир дивизиона Капитан 3-го ранга А. В. Шпаков, который разрезал дефектную трубку и вручную прошомполил её. (Он получил значительную дозу радиации.) После этого специалисты-сварщики заварили трубку, восстановив работоспособность реактора.
Наиболее экстремальные условия были в экваториальных водах, когда температура воды составила +25…+27 °C.
При работе в таких условиях системы охлаждения реактора работали на пределе своих возможностей, при этом температура в реакторном и турбогенераторных отсеках была около 60 °C, за счёт этого остальные отсеки лодки прогревались до температуры в 45 °C при влажности до 100 %.
В итоге поход составил 1240 ходовых часов, при этом лодка прошла 12 425 миль, при этом практически все они (12 278 миль или 99 %) были пройдены под водой.
На тот момент это был мировой рекорд пребывания под водой.

### Второй поход
Второй поход лодки состоялся осенью 1965 года и длился 60 суток — с 15 июля по 13 сентября.
Он проходил под командованием капитана П. Ф. Леонова, при этом старшим на лодке был капитан 1-го ранга А. П. Михайловский.
Позже Михайловский включил события похода в автобиографическую книгу «Вертикальное всплытие».
Задачей похода стало обозначение присутствия советского подводного флота в Средиземном море, где находился шестой флот ВМС США.
Уникальностью похода стало то, что в регионе до этого момента не было присутствия советского подводного флота.
В походе случилось несколько нештатных ситуаций:
- 19 августа произошёл пожар в седьмом отсеке — загорелась станция правого гребного электродвигателя;
- 25 августа — 8 сентября в конце кампании произошло снижение мощности реактора, его отравление ксеноном и последующее «разотравление». В результате энергетические установки корабля выдавали 35—80 % мощности.
- 10 сентября в шестом отсеке (отсек главных турбин) загорелось масло в трюме.

По мнению А. П. Михайловского, причиной возникновения этих ситуаций стал человеческий фактор.
В. Мазуренко противопоставляет этому мнение, что происшествия были естественными, и для этого опытового судна в этом нет ничего необычного.
За время похода было пройдено 15 000 миль, и лодка вернулась на базу в Северодвинск для ремонта.
Осенью 1966 года в рамках плановых работ было произведено докование лодки и выяснилось, что маломагнитная сталь плохо держит нагрузку.
Лёгкий корпус под гидроакустическим покрытием был покрыт большим количеством трещин.
В итоге работы по ремонту и переоборудованию заняли весь 1966 год, а в 1967 году лодку стали готовить к новому походу.

### Подготовка к третьему походу
Для подготовки к новому походу в январе-феврале 1967 года на плаву провели перезарядку реакторов.
Были установлены новые части с активными зонами, которые имели длительность кампании в два раза больше предыдущей.
Фактически на лодке были установлены новые реакторы; операция перезарядки прошла с определёнными сложностями, атомоход был «загрязнен радиоактивными элементами от первого до девятого отсека».
Работами руководил капитан 2 ранга В. И. Кашин.
После ремонта, в октябре 1967 года лодка совершила переход в Гремиху (пункт базирования подводной лодки), откуда должен был начаться третий поход.
Третий поход должен был начаться вскоре после этого перехода, его главной задачей стало обойти вокруг земного шара под водой.
В рамках подготовки к походу 13 октября 1967 года состоялся выход подлодки в море для проверки систем и механизмов лодки.
В море произошла аварийная ситуация, результатом которой стал заброс жидкометаллического сплава в газовую систему 1 контура реактора правого борта.
Причиной происшествия стало окисление сплава свинец-висмут, в результате которого образовались шлаки, которые закупорили проход для теплоносителя.
В результате два насоса были залиты застывшим радиоактивным сплавом.
Для работы реактора потребовалось срочно устранить последствия, в результате ряд специалистов (в основном — спецтрюмные) получили предельную годовую дозу радиации, и в результате они были не допущены к третьему походу.
Для того, чтобы этот поход состоялся, необходимо было убрать радиоактивный сплав из отсека, эта работа была проведена по возвращении на базу.
Первого мая после торжественного подъёма Военно-морского флага, гюйса и флагов расцвечивания начались авральные работы по приведению лодки в боевую готовность.
По поручению командования к работе был привлечён личный состав других боевых частей и дивизионов, а также личный состав второго экипажа лодки.
Работы были достаточно сложными, необходимо было кувалдой и зубилом извлекать застывший среди трубопроводов реактора радиоактивный металл.
Сроки работы из-за высокой радиоактивности были ограничены десятью минутами, моряки делали по два-три пятиминутных захода.
По мнению специалиста В. Н. Мазуренко, работа в условиях высокой радиоактивности занимала существенно более 5 минут (десять и более), из-за чего моряки получили высокие дозы радиоактивного облучения.
После окончания работ началась подготовка к походу.
В рамках подготовки по требованию специалистов НИИ ВМФ была проведена высокотемпературная регенерация сплава для устранения окисей.
Под давлением руководства Северного флота сроки были сокращены с затребованных трёх недель до одной.
В итоге 24 мая 1968 года лодка вышла в море для испытаний энергетической установки и отработки задач боевой подготовки, на борту лодки было 147 членов экипажа (первый экипаж и большая часть второго).
В процессе похода 24 мая в 12 часов дня происходил вывод установок на режим полного хода (80 % мощности), при этом на установке реактора левого борта произошла авария.
В реакторе произошёл перегрев тепловыделяющих элементов с последующим разрушением, причиной этого стало нарушение теплоотвода от активной зоны.
В результате произошёл вынос радиоактивных продуктов в контур сплава и далее газовый контур.
Произошёл выброс радиоактивного газа в реакторный отсек и как следствие произошёл резкий рост гамма-активности.
После этого реактор левого борта был выведен из строя и лодка добиралась до базы на реакторе правого борта, который работал на обе турбины.
Возвращение в базу стало последним самостоятельным походом лодки.

## Авария и утилизация

### События 24 мая
24 мая 1968 года подводная лодка К-27 проекта 645 находилась в Баренцевом море.
Проверялись параметры ГЭУ на ходовых режимах после выполнения модернизационных работ.
Мощность реактора в 11:30 самопроизвольно начала снижаться.
Личный состав, не разобравшись в ситуации, попытался поднять мощность ядерного реактора, но безуспешно.
В 12:00 в реакторном отсеке возросла до 150 Р/ч гамма-активность и произошёл выброс радиоактивных газов в помещения реакторного отсека. Так как это является признаком повреждения ядерного топлива, личный состав сбросил аварийную защиту левого реактора. Как выяснилось позже, в результате аварии разрушилось около 20 % тепловыделяющих элементов. Причиной аварии стало нарушение теплоотвода от активной зоны.
Радиационная обстановка на подводной лодке ухудшилась. Лодка всплыла, провентилировала заражённые отсеки и на одном реакторе правого борта, который работал на обе турбины, добралась до базы. По прибытии выяснилось, что лодка имеет повышенный радиоактивный фон, в 17:30 пришвартовалась к внутреннему рейду. Личный состав был выведен из зоны радиоактивного заражения и отправлен отдыхать.
Официальных данных об уровнях загрязнения подводной лодки, окружающей среды и уровнях облучения личного состава нет.
Моряки-подводники в рамках секретности были выписаны из госпиталей с диагнозами «последствия острого астеновегетативного синдрома 1968 года».
В результате аварии реактора весь экипаж был переоблучён и перенёс острую лучевую болезнь, 20 человек получило дозы радиации от 600 до 1000 бэр.
Погибло 9 членов экипажа: один матрос задохнулся в противогазе непосредственно на борту, восемь человек умерли позднее в госпитале от полученных на борту высоких доз радиации.
25 мая первая партия — десять матросов, в том числе все спецтрюмные, прибыла в 1-й военно-морской госпиталь в Ленинграде, доставленная самолётом командующего Северным флотом С. М. Лобова.
Они находились в спецотделении (11-е отделение), но восьмерым подводникам помочь не удалось.
Остальные пострадавшие в течение двух суток были отправлены в госпитали Ленинграда, Москвы и Североморска, где проходили лечение.
Причины аварии
Существует мнение участников событий о том, что в аварии виноват командир лодки П. Ф. Леонов. Но также есть мнение и о том, что проблема была системной и комплексной.
Перед выходом в море командир БЧ-5 (электромеханической боевой части) А. А. Иванов должен подписать документы о готовности судна (запись в вахтенном журнале), после этого лодку проверяют командир дивизии М. Г. Проскунов и специалисты его штаба. А. А. Иванов записал: «БЧ-5 к выходу в море не готова», но его мнение было проигнорировано.
Отношение командира дивизии к вопросам выполнения формальностей при выполнении боевых задач может проиллюстрировать фраза, которой он прославился: «если сегодня вы не уйдете в море, я вас ногами оттолкну от пирса».
При этом все эксперты соглашаются с тем, что именно приказы командира «вытянуть» мощность реактора привели к аварии, но при этом ряд экспертов говорит о Леонове как об опытном подводнике, который действовал решительно, жёстко, на пределе возможностей экипажа и техники. Это по мнению В. Н. Милованова и В. Н. Мазуренко было сильной стороной командира, но при этом могло стать одной из главных причин аварии, когда командир не имел представления о состоянии энергетической установки при командовании кораблём. Скорее всего, командир не знал о разрушении реактора до швартовки в Гремихе. В итоге, как отмечают авторы, лодку погубили такие качества командира, как «самонадеянность, уверенность, что ядерный реактор надёжен в работе и, … пренебрежение мнением своих подчиненных».
При этом, наряду с приказами командира, действия офицеров по управлению реактором нарушали большое количество правил и инструкций, и именно они сами создали аварийную ситуацию. Сам командир не снимал с себя вины за происшествие и до конца жизни чувствовал себя виновным в катастрофе и смерти своих людей.

### Ликвидация последствий аварии
Прибыл начальник технического управления Северного флота Ю. В. Задерман и 25 мая был создан штаб по ликвидации последствий аварии на лодке К-27, первым его решением по локализации зоны радиоактивного заражения и последствий радиоактивного загрязнения двигательной установки левого борта было усилить биологическую защиту реактора.
Для этого аварийный отсек был заложен мешками со свинцовой дробью.
Вместе с этим была создана новая подробная картограмма радиационной обстановки не только в аварийном отсеке, но и на корабле в целом. Уровень излучения в четвёртом отсеке в районе парогенератора левого борта был свыше 1500 рентген в час.
27 мая прибыла команда разработчиков под руководством самих А. П. Александрова и А. И. Лейпунского.
Ликвидаторами последствий аварии стали добровольцы из экипажа лодки, резервный экипаж, кроме того в рамках ликвидации работали моряки, прикомандированные с других лодок, также работали гражданские лица — прибывшие по случаю аварии учёные и конструкторы подводных лодок, которые работали по спасению уникальных машин и оборудования в условиях радиоактивного заражения.
Впоследствии большая часть ликвидаторов также прошла курс лечения вместе с экипажем и по результатам комплексного обследования часть людей была комиссована из рядов ВМФ по состоянию здоровья.
В начале июня 1968 года состояние лодки оценила специальная комиссия, которая приняла решение о расхолаживании реакторов.
Такое решение было обусловлено высоким уровнем радиоактивности вокруг лодки, при этом существовала необходимость работы персонала на заражённой территории для поддержания работы реактора.
Работы по остановке и консервации лодки были проведены в течение двух недель, и к 20 июня 1968 года машины и механизмы были остановлены и законсервированы.
Лодка была выведена из эксплуатации и поставлена на прикол в губе Гремихе (город Островной).
Для возвращения лодки в строй разрабатывались разные варианты, из которых можно выделить два наиболее приемлемых:
1. Вариант замены реакторного отсека с ЖМТ на водо-водяные реакторы.
2. Идея запуска реактора правого борта с консервацией аварийной двигательной установки и работой лодки на половинной мощности.

В течение более чем десяти лет вопрос не был решён, так как существовала проблема значительной загрязнённости лодки.
Уборка радиоактивных отходов стала серьёзной проблемой: не было полигона для того, чтобы извлечь и захоронить реакторный отсек.
При этом вычистить его было достаточно сложно, так как в отсеке было значительное число элементов, вынесенных из реактора.

### Утилизация
В итоге, пока решение вопроса повисло в воздухе, изменилась внешняя ситуация, на флот стали поступать новые подводные лодки, и потребность в восстановлении К-27 отпала.
1 февраля 1979 года лодка была исключена из состава ВМФ, но её не перестали содержать и обслуживать.
Лодка постепенно разрушалась, цистерны главного балласта теряли герметичность, но опасность того, что она затонет непосредственно у причала, не возникала, так как аккумуляторная батарея была выгружена и лодка привсплыла.
Позже аккумуляторная батарея была сдана в ОФИ для демонтажа и утилизации.
В апреле 1980 года было решено законсервировать реакторный отсек лодки для того, чтобы затопить К-27 в море.
С мая 1980 года лодка прошла докование на ЦС «Звёздочка», где установка со всеми трубопроводами была заполнена специальным составом.
Поверх этого отсек залили 270 тоннами битума, который полностью закрыл реакторы, это препятствует проникновению морской воды к радиоактивным частям лодки, вымыванию и заражению моря. В результате удалось снизить уровень радиоактивности на поверхности лёгкого корпуса до фоновых значений.
Лодка должна была отправиться к восточному побережью Новой Земли, но для этого надо было выполнить переход из Баренцева в Карское море. Состояние лодки было настолько плохим, что для поддержания плавучести четыре цистерны главного балласта пришлось наполнить вспененным полистиролом. Переход прошёл без осложнений и 10 сентября 1981 года АПЛ была затоплена в заливе Степового на восточном побережье острова Южный.
Сейчас лодка находится на глубине 33 м. На 2000 год её радиоактивность оценивалась в 8⋅1014 Бк.
Нахождение лодки в открытом море создает риски радиоактивного загрязнения при нарушении герметичности и попадании воды в зону реактора. В связи с этим с 2012 года разрабатываются планы по подъёму и дальнейшей утилизации лодки. Реализация этого плана предполагается в 2028—2031 годах. В 2021 году стоимость работ по подъёму лодок К-27 и К-159 оценивалась в 24,4 млрд рублей.

## Результаты эксплуатации
Подводная лодка К-27 являлась передовым изобретением советской науки, на котором были опробованы новые материалы, технологии и механизмы.
Выдающиеся члены экипажаКомандиры лодки:
- И. И. Гуляев — Герой Советского Союза (1966), первый командир лодки (1958—1964).
- П. Ф. Леонов — командир второго экипажа, командир лодки (1965—1968).
- Новицкий, Геннадий Гелиодорович — командир второго экипажа, командир АПЛ (1965—1978)
- А. А. Иванов — и. о. командира лодки (1978—1981).

В разное время в состав экипажа лодки входили:
- вице-адмирал Е. А. Томко — Герой Советского Союза, старпом.
- контр-адмирал Г. М. Умрихин.
- контр-адмирал В. В. Наумов.

Кроме того, в первом дальнем походе старшим офицером на борту был Герой Советского Союза вице-адмирал Г. Н. Холостяков, во втором походе старшим офицером был Герой Советского Союза адмирал А. П. Михайловский.
Выводы по эксплуатации систем и механизмов
По сравнению с подводными лодками, оборудованными водо-водяными реакторами того времени, лодка К-27 имела ряд преимуществ за счёт применения атомной энергоустановки с ЖМТ-реактором:
- Более высокая скорость;
- Лучшая динамика и, как результат, более высокая маневренность;
- Сравнительно более высокий уровень безопасности в связи с низким (близким к атмосферному) давлением в первом контуре реактора.

К негативным сторонам работы установки можно отнести:
- Проблема постоянного образования радиоактивного полония-210 и риск отравления экипажа. Эта проблема была решена в рамках этого проекта, и в следующих реализациях ЖМТ-реакторов проекта СВБР 75/100, предназначенных для использования на подводных лодках проекта 705 и 705К применялся улучшенный вариант этой защиты.
- Необходимость проведения регенерации сплава — очистки от шлаков, окислов и примесей. Именно это стало причиной аварии на К-27. Этот опыт был учтён при разработке новых реакторов этого типа, проанализированы условия образования нерастворимых шлаков и пылевидных окислов. В дальнейшем с проектом 705 проблем с зашлакованностью не возникало[1].
- Необходимость постоянного поддержания сплава в жидком состоянии во избежание выхода реактора из строя. В те годы проблема решалась либо поддержанием реактора в постоянном режиме работы, что уменьшало его ресурс, либо при помощи береговых сооружений, что требовало дополнительных затрат на оборудование пункта базирования и резко уменьшало количество возможных баз корабля. Материалы лёгкого и прочного корпуса лодки в процессе показали себя плохо, лёгкий корпус подвергся растрескиванию после второго похода[8]. Выяснилось, что эта маломагнитная сталь обладает низкой коррозионно-механической прочностью, в результате в среде морской воды в ней развивалась межкристаллитная коррозия. В результате произошло образование многочисленных трещин, и так как материал показал себя плохо, в результате маломагнитные стали для строительства подводных лодок больше никогда не использовались. Также и размагничивающее устройство показало себя не с лучшей стороны: стабильность работы этого устройства и степень компенсации магнитного поля были признаны неудовлетворительными и устройство впоследствии не применялось[1].